# Израилов, Карим Анарбекович
Карим Израилов (14 марта 1987 года, Фрунзе, Киргизская ССР, СССР) — киргизский футболист, полузащитник. Выступал за национальную сборную Кыргызстана.

## Карьера
Начал выступать в профессиональных соревнованиях карьеру в 2005 году в составе казахстанского «Цесна-Д» и играл за этот клуб до конца 2007 года. В 2008 году был членом болгарского «Локомотив Пловдив», за который не сыграл ни одного матча. В 2009 году перешёл в финский «ТП-47», за который сыграл 8 матчей. В 2010—2011 годах выступал за различные клубы Узбекистана, но ни в одном из них не смог выступать стабильно. В середине 2011 года перешёл в турецкий «Каршияка» и выступал за него до 2012 года. В феврале 2012 года присоединился к белорусской «Белшине» но уже через месяц неожиданно с ним был расторгнут контракт..
В 2012 году вернулся в Кыргызстан и выступал за «Абдыш-Ата». Летом 2014 года перешёл в «Алай», в 2015—2016 годах играл в первой лиге за «Наше Пиво», а в 2017 году выступал за «Дордой».
Выступал за сборные Кыргызстана младших возрастов. Неоднократно вызывался в национальную сборную в 2011—2017 годах, однако сыграл только 5 матчей в 2013 году. Первую игру провёл 17 марта 2013 года против Макао.